# Ramosmania rodriguesii
Ramosmania rodriguesii is een plant uit de sterbladigenfamilie (Rubiaceae). De soort is endemisch op Rodrigues, een eiland van de Mascarenen in de Indische Oceaan. Hier staat de plant bekend als café marron. De soort is als 'bedreigd' opgenomen op de Rode Lijst van de IUCN.

## Beschrijving

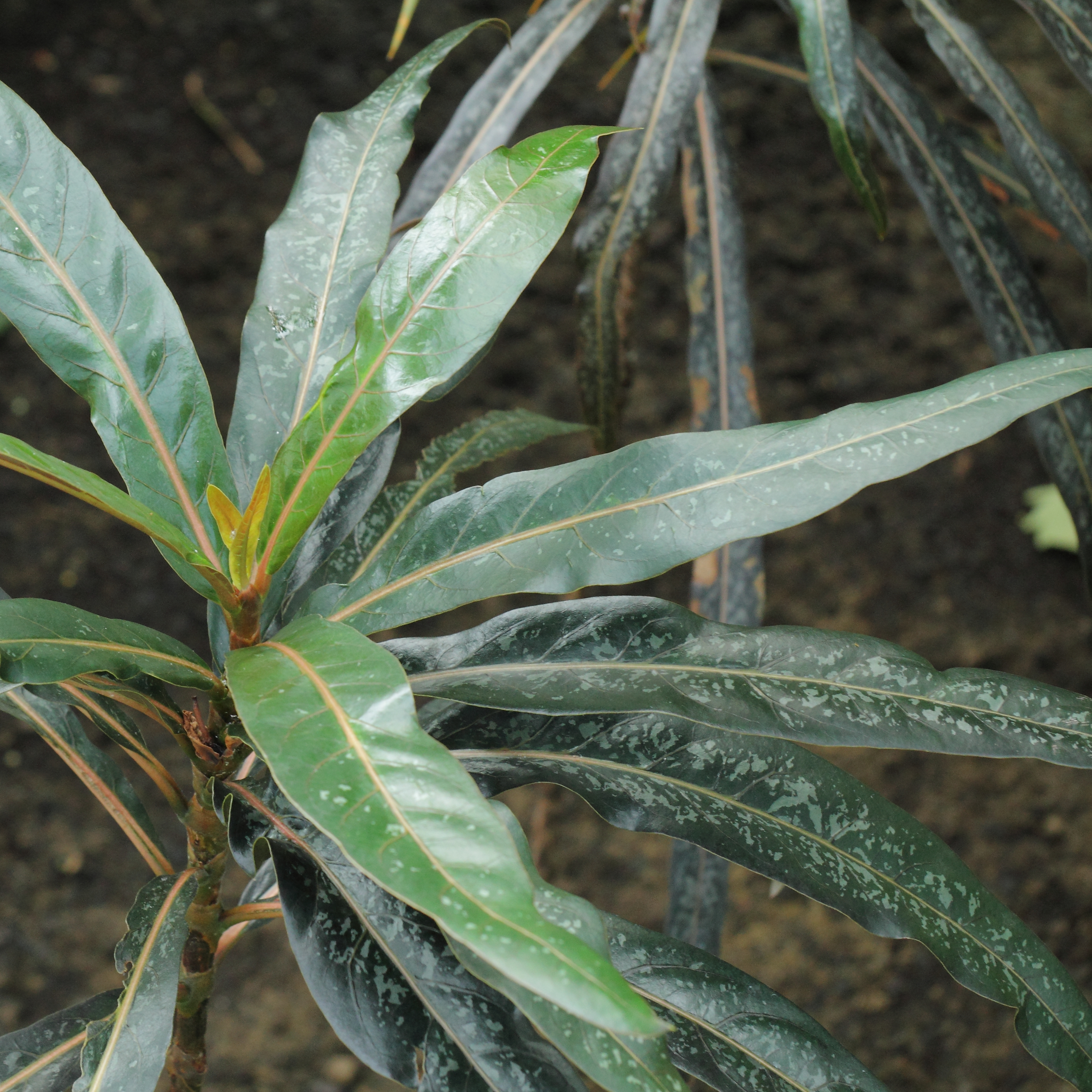
Bladeren van een jonge plant

Ramosmania rodriguesii groeit als een struik of kleine boom van twee tot vier meter hoog. De bladeren groeien paarsgewijs ten opzichte van elkaar. Jonge bladeren zijn grijsgroen, langwerpig en hebben een lengte van maximaal dertig centimeter. Hierdoor worden ze minder snel als voedsel herkend door landschildpadden. Wanneer de plant is volgroeid zijn de bladeren niet meer te bereiken en krijgen ze een geheel ander uiterlijk Ze zijn dan breder, tweemaal zo kort, ellipsvormig en groen.
De kroonbladeren van de stervormige bloemen zijn aanvankelijk groenig geel en worden uiteindelijk geheel wit. De plant kan zichzelf niet bestuiven.

## Naam
De geslachtsnaam is een samentrekking van de namen van twee Mauritiaanse politici: Seewoosagur Ramgoolam en Raman Osman.

## Geschiedenis
In 1877 werd de plant in Rodrigues aangetroffen door botanicus Isaac Bailey Balfour, die er een tekening van maakte. Daarna werd de plant lange tijd niet meer aangetroffen. Door habitatverlies, invasieve plantensoorten en de introductie van geiten en varkens verdween de plant vrijwel geheel op het eiland. In het midden van de 20e eeuw werd aangenomen dat de soort was uitgestorven.
In 1980 gaf een leraar op het eiland zijn leerlingen de opdracht om bijzondere planten op het eiland te zoeken. Een leerling bracht hem een stek van Ramosmania rodriguesii die hij van de, voor zover bekend, enige struik op het eiland nam. De leraar herkende de plant van de afbeelding uit 1877 en stuurde een specimen naar de Kew Gardens in Groot-Brittannië.
In 2003 vond Carlos Magdalena, een medewerker van Kew Gardens, een manier om de plant succesvol te bestuiven. Zaad van de plant wordt bewaard in de Millennium Seed Bank. Nadien werden zaailingen in het natuurreservaat Grande Montagne op Rodrigues geplant, zodat de plant voor uitsterven in het wild kan worden behoed.